# Campeonato Mundial de Natação em Piscina Curta de 2010 - 200 m peito masculino
A prova dos 200 metros nado peito masculino do Campeonato Mundial de Natação em Piscina Curta de 2010 foi disputado em 17 de dezembro em Dubai nos Emirados Árabes Unidos.

## Recordes
Antes desta competição, os recordes mundiais e do campeonato nesta prova eram os seguintes:
|    | Nome           | Nacionalidade  | Tempo (minuto) | Local        | Data                   |
| -- | -------------- | -------------- | -------------- | ------------ | ---------------------- |
| WR | Dániel Gyurta  | Hungria        | 2:00.67        | Istambul     | 13 de dezembro de 2009 |
| CR | Brendan Hansen | Estados Unidos | 2:04.98        | Indianápolis | 9 de outubro de 2004   |

## Medalhistas
| Ouro               | Prata               | Bronze                |
| Naoya Tomita (JPN) | Dániel Gyurta (HUN) | Brenton Rickard (AUS) |

## Resultados

### Eliminatórias
As eliminatórias ocorreram dia 17 de dezembro. Oito atletas num total de 57 se classificaram  para a final. 
| Colocação | Bateria | Raia | Nome                               | Tempo   | Notas |
| --------- | ------- | ---- | ---------------------------------- | ------- | ----- |
| 1         | 8       | 4    | Dániel Gyurta (HUN)                | 2:04.46 | Q, CR |
| 2         | 7       | 4    | Naoya Tomita (JPN)                 | 2:04.93 | Q     |
| 3         | 7       | 5    | Marco Koch (GER)                   | 2:05.00 | Q     |
| 4         | 7       | 2    | Neil Versfeld (RSA)                | 2:05.14 | Q     |
| 5         | 6       | 4    | Grigory Falko (RUS)                | 2:05.80 | Q     |
| 6         | 8       | 3    | Eric Shanteau (USA)                | 2:05.84 | Q     |
| 7         | 6       | 6    | Brenton Rickard (AUS)              | 2:06.00 | Q     |
| 8         | 6       | 1    | Hugues Duboscq (FRA)               | 2:06.36 | Q     |
| 9         | 7       | 3    | Tales Cerdeira (BRA)               | 2:06.39 |       |
| 10        | 6       | 5    | Vladislav Polyakov (KAZ)           | 2:06.78 |       |
| 11        | 8       | 2    | Laurent Carnol (LUX)               | 2:07.10 |       |
| 12        | 6       | 7    | Adam Klein (USA)                   | 2:07.25 |       |
| 13        | 8       | 8    | Lennart Stekelenburg (NED)         | 2:07.38 |       |
| 14        | 8       | 1    | Igor Borysik (UKR)                 | 2:07.62 |       |
| 15        | 5       | 7    | Warren Barnes (CAN)                | 2:07.89 |       |
| 16        | 8       | 5    | Edoardo Giorgetti (ITA)            | 2:08.01 |       |
| 17        | 6       | 8    | Giedrius Titenis (LTU)             | 2:08.03 |       |
| 18        | 5       | 4    | Paul Kornfeld (CAN)                | 2:08.35 |       |
| 19        | 6       | 2    | Martti Aljand (EST)                | 2:08.96 |       |
| 20        | 7       | 8    | William Grant Diering (RSA)        | 2:09.15 |       |
| 20        | 8       | 6    | Viatcheslav Sinkevich (RUS)        | 2:09.15 |       |
| 22        | 8       | 7    | Slawomir Kuczko (POL)              | 2:09.25 |       |
| 23        | 7       | 1    | Tomas Klobucnik (SVK)              | 2:09.36 |       |
| 24        | 7       | 6    | Christian Sprenger (AUS)           | 2:09.52 |       |
| 25        | 7       | 7    | Yevgeniy Ryzhkov (KAZ)             | 2:09.94 |       |
| 26        | 6       | 3    | Felipe Silva (BRA)                 | 2:10.71 |       |
| 27        | 5       | 6    | Jakob Jóhann Sveinsson (ISL)       | 2:10.92 |       |
| 28        | 4       | 5    | Jorge Murillo (COL)                | 2:11.49 |       |
| 29        | 5       | 1    | Sofiane Daid (ALG)                 | 2:12.39 |       |
| 30        | 4       | 6    | Edgar Crespo (PAN)                 | 2:12.63 |       |
| 31        | 5       | 5    | Wang Shuai (CHN)                   | 2:13.71 |       |
| 32        | 4       | 3    | Juan Alberto Guerra Quiñonez (ESA) | 2:14.26 |       |
| 32        | 5       | 3    | David Olivier Mercado (MEX)        | 2:14.26 |       |
| 34        | 4       | 4    | Dmitrii Aleksandrov (KGZ)          | 2:14.39 |       |
| 35        | 2       | 5    | Timothy Ferris (ZIM)               | 2:14.68 |       |
| 36        | 5       | 2    | Malick Fall (SEN)                  | 2:15.98 |       |
| 37        | 4       | 8    | Hocine Haciane (AND)               | 2:16.28 |       |
| 38        | 5       | 8    | Chen Cho-Yi (TPE)                  | 2:20.57 |       |
| 39        | 3       | 3    | Andrea Agius (MLT)                 | 2:20.93 |       |
| 40        | 4       | 7    | Lim Duan Le Kenneth (SIN)          | 2:21.34 |       |
| 41        | 3       | 5    | Maximilian Siedentopf (NAM)        | 2:21.54 |       |
| 41        | 4       | 2    | Wael Koubrousli (LIB)              | 2:21.54 |       |
| 43        | 3       | 7    | Mubarak Al Besher (UAE)            | 2:22.33 |       |
| 44        | 2       | 6    | Jourdy Martis (AHO)                | 2:22.45 |       |
| 45        | 3       | 6    | Martin Melconian (URU)             | 2:22.48 |       |
| 46        | 3       | 2    | Arturo Alejandro Montilla (DOM)    | 2:23.54 |       |
| 47        | 3       | 4    | Damir Davletbaev (KGZ)             | 2:23.87 |       |
| 48        | 3       | 8    | Jehaad Alhenidi (JOR)              | 2:27.29 |       |
| 49        | 2       | 4    | Daniel Galea (MLT)                 | 2:30.69 |       |
| 50        | 1       | 5    | Nazih Mezayek (JOR)                | 2:30.86 |       |
| 51        | 2       | 3    | Hemra Nurmuradov (TKM)             | 2:37.76 |       |
| 52        | 2       | 2    | Ronaldo Rodrigues (GUY)            | 2:40.83 |       |
| 53        | 1       | 4    | Mamadou Fofana (MLI)               | 2:51.27 |       |
| 54        | 2       | 7    | Ron Albert Roucou (SEY)            | 2:52.78 |       |
| -         | 1       | 3    | Xue Ruipeng (CHN)                  | DNS     |       |
| -         | 3       | 1    | Mohamed Jasim (UAE)                | DSQ     |       |
| -         | 4       | 1    | Leopoldo Andara (VEN)              | DSQ     |       |

### Final
A final teve sua disputa realizada em 17 de dezembro.
| Colocação         | Raia | Nome                  | Tempo   | Notas |
| ----------------- | ---- | --------------------- | ------- | ----- |
| Medalha de ouro   | 5    | Naoya Tomita (JPN)    | 2:03.12 | CR    |
| Medalha de prata  | 4    | Dániel Gyurta (HUN)   | 2:03.47 |       |
| Medalha de bronze | 1    | Brenton Rickard (AUS) | 2:04.33 |       |
| 4                 | 3    | Marco Koch (GER)      | 2:05.15 |       |
| 4                 | 6    | Neil Versfeld (RSA)   | 2:05.15 |       |
| 6                 | 2    | Grigory Falko (RUS)   | 2:05.28 |       |
| 7                 | 8    | Hugues Duboscq (FRA)  | 2:05.68 |       |
| 8                 | 7    | Eric Shanteau (USA)   | 2:05.86 |       |

Legenda
| Recorde mundial       | Recorde mundial (World record)               |                       | Recorde africano                      | Recorde africano (African) |                                           | Q | Classificado por posição (Qualified) |
| Recorde do campeonato | Recorde do campeonato (Championship record)  | Recorde da América    | Recorde da América (Americas)         | q                          | Classificado por melhor tempo (Qualified) |   |                                      |
| Melhor marca do ano   | Melhor marca do ano (World leading)          | Recorde asiático      | Recorde asiático (Asian)              | DNS                        | Não largou (Did not start)                |   |                                      |
| Recorde nacional      | Recorde nacional (National record)           | Recorde europeu       | Recorde europeu (European)            | DNF                        | Não terminou (Did not finish)             |   |                                      |
| Recorde pessoal       | Recorde pessoal do atleta (Personal best)    | Recorde da Oceania    | Recorde da Oceania (Oceania)          | DSQ / DQ                   | Desclassificado (Disqualified)            |   |                                      |
| Recorde da temporada  | Recorde da temporada do atleta (Season best) | Recorde sul-americano | Recorde sul-americano (South America) | NM                         | Sem marca (No mark)                       |   |                                      |